# Adrian Peterson (giocatore di football americano 1985)
(Jim Brown)
Adrian Lewis Peterson (Palestine, 21 marzo 1985) è un giocatore di football americano statunitense, soprannominato A.D. (da All Day) e Purple Jesus, che milita nel ruolo di running back nella National Football League.
Peterson fu scelto dai Minnesota Vikings come settimo assoluto nel Draft NFL 2007, giocandovi per dieci stagioni fino al 2016.
Peterson al college giocò a football all'Università dell'Oklahoma dove stabilì il record NCAA per un freshman correndo 1.925 yard nella stagione 2004. Nominato unanimemente All-American, fu il primo freshman ad arrivare in finale nelle votazioni dell'Heisman Trophy, giungendo secondo dietro il quarterback di USC Matt Leinart. Terminò la sua carriera universitaria al terzo nella classifica di tutti i tempi dei Sooners per yard corse.
Dopo la prima stagione in cui stabilì il record NFL per il maggior numero di yard corse in una partita (296), Peterson fu nominato miglior rookie offensivo dell'anno. Fu anche premiato come miglior giocatore del Pro Bowl, diventando il quinto giocatore della storia a correre oltre 3.000 yard nelle sue prime due stagioni. Nel 2010 Adrian divenne il quinto giocatore più veloce della storia a correre 5.000 yard, alla sua cinquantunesima partita. Nel 2012 Peterson divenne il sesto giocatore più veloce a raggiungere le 8.000 yard e terminò la stagione con 2.097 yard corse, a sole 9 dal record di tutti i tempi in una stagione di Eric Dickerson. Le 2.314 yard totali guadagnate dalla linea di scrimmage da Peterson quell'anno furono l'ottavo risultato di tutti i tempi alla pari con Marcus Allen. Per tali prestazioni, in quella stagione fu premiato come MVP della NFL.

## Carriera universitaria

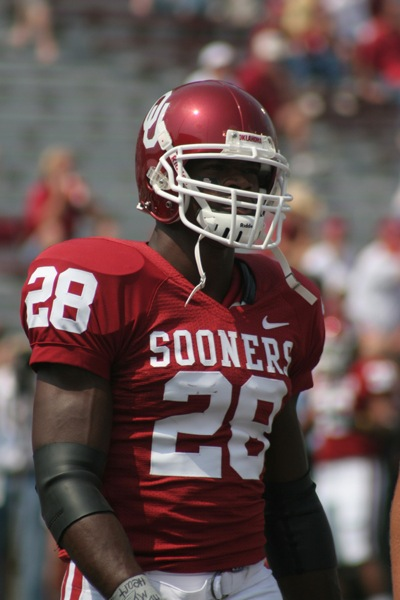
Peterson con la maglia degli Oklahoma Sooners.

Vagliate le offerte di sette università, Peterson decise di optare per gli Oklahoma Sooners, in cui si inserì già nell'anno da matricola correndo 1.925 yard ed arrivando in finale nella graduatoria dell'ambito Heisman Trophy, premio riservato al miglior giocatore universitario dell'anno.
Sempre nella stagione 2004, Peterson si aggiudicò il premio come miglior running back della nazione vincendo il Jim Brown Trophy e guidando Oklahoma con 15 touchdown ad una stagione imbattuta, culminata nella sconfitta nel BCS National Championship ad opera degli USC Trojans.

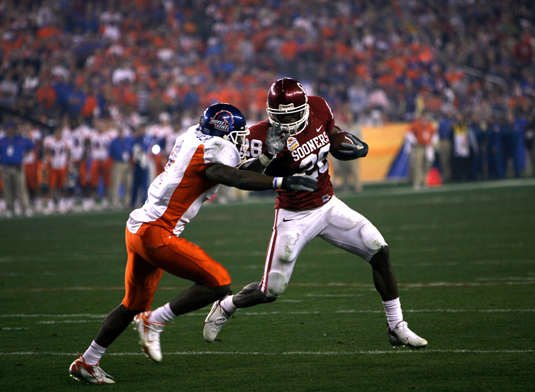
Peterson contro i Boise State Broncos nel Fiesta Bowl 2007.

Nel 2005 un infortunio alla caviglia lo limitò per tutta la stagione, terminando tuttavia con 1.120 yard e 14 touchdown, in cui mise a segno la marcatura più lunga della sua carriera universitaria, 84 yard, realizzata contro i "cugini" di Oklahoma State.
Nel 2006 ancora un infortunio, questa volta alla clavicola, lo tenne fermo per buona parte della stagione, impedendogli di gareggiare per la conquista dei trofei più importanti e di prepararsi in vista del futuro Draft NFL. Peterson si infortunò proprio nel corso della prima partita a cui suo padre Nelson, appena uscito di prigione, assistette con la maglia dei Sooners. Tale frattura non gli impedì comunque di presenziare al Fiesta Bowl, che Oklahoma perse contro Boise State, nonostante le 77 yard corse e il touchdown realizzato da Adrian, in quella che fu la sua ultima partita universitaria.
In tre stagioni Peterson totalizzò 4.045 yard, 1.012 delle quali nell'ultimo anno, giungendo ad appena 73 yard dal record di Billy Sims, che ad Oklahoma ne aveva accumulate 4.118 tra il 1975 e il 1979.
Riconoscimenti vinti
- Hall Trophy (2004)
- First-team AP All-Freshman (2004)
- Unanimous first-team All-American (2004)
- Jim Brown Trophy (2004)
- Sports Illustrated - Formazione ideale della NCAA degli anni 2000 (2009).

## Carriera professionistica

### Pre-Draft
Il 15 gennaio 2007, Peterson dichiarò che avrebbe saltato l'ultimo anno di college per rendersi eleggibile nel Draft NFL 2007. La sua rara combinazione di elusività e potenza attirò paragoni con le leggende del passato, tra cui Eric Dickerson, Walter Payton, Gale Sayers, O.J. Simpson, Franco Harris e Jim Brown. Fu tuttavia notata dai media e dalle sue potenziali destinazioni nella NFL la propensione agli infortuni nei suoi anni college. Egli era partito come titolare in 22 gare su 31 con i Sooners, slogandosi una spalla nel primo (anche se non perse alcuna partita), soffrendo un serio infortunio alla caviglia nel suo secondo anno e rompendosi una vertebra nell'ultimo anno ad Oklahoma. Il famoso analista di Mel Kiper Jr. di ESPN disse di Peterson "Si può discutere se [Peterson] sia il miglior giocatore del draft, ma non che sia tra i migliori tre".

### Minnesota Vikings
Al Draft, Peterson fu selezionato come 7a scelta assoluta dai Minnesota Vikings. Nella conferenza stampa del draft affermò che la sua vertebra era guarita al 90% e che non gli avrebbe impedito di affrontare la preparazione. Il 29 luglio 2007 firmò un contratto di sei anni per 40,5 milioni di dollari totali, di cui 17 milioni garantiti e scegliendo la maglia numero 28.

#### 2007

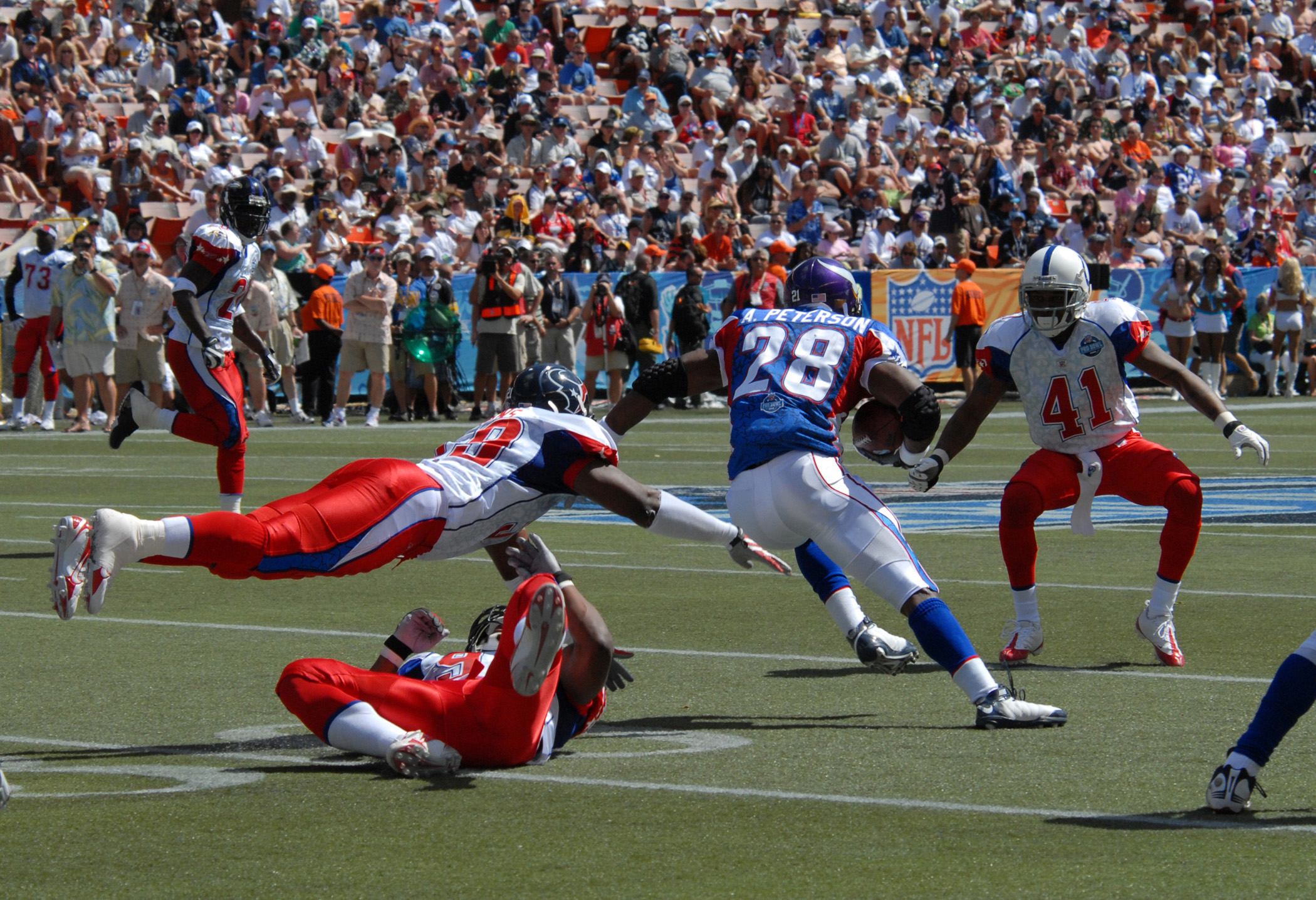
Peterson nel Pro Bowl 2008.

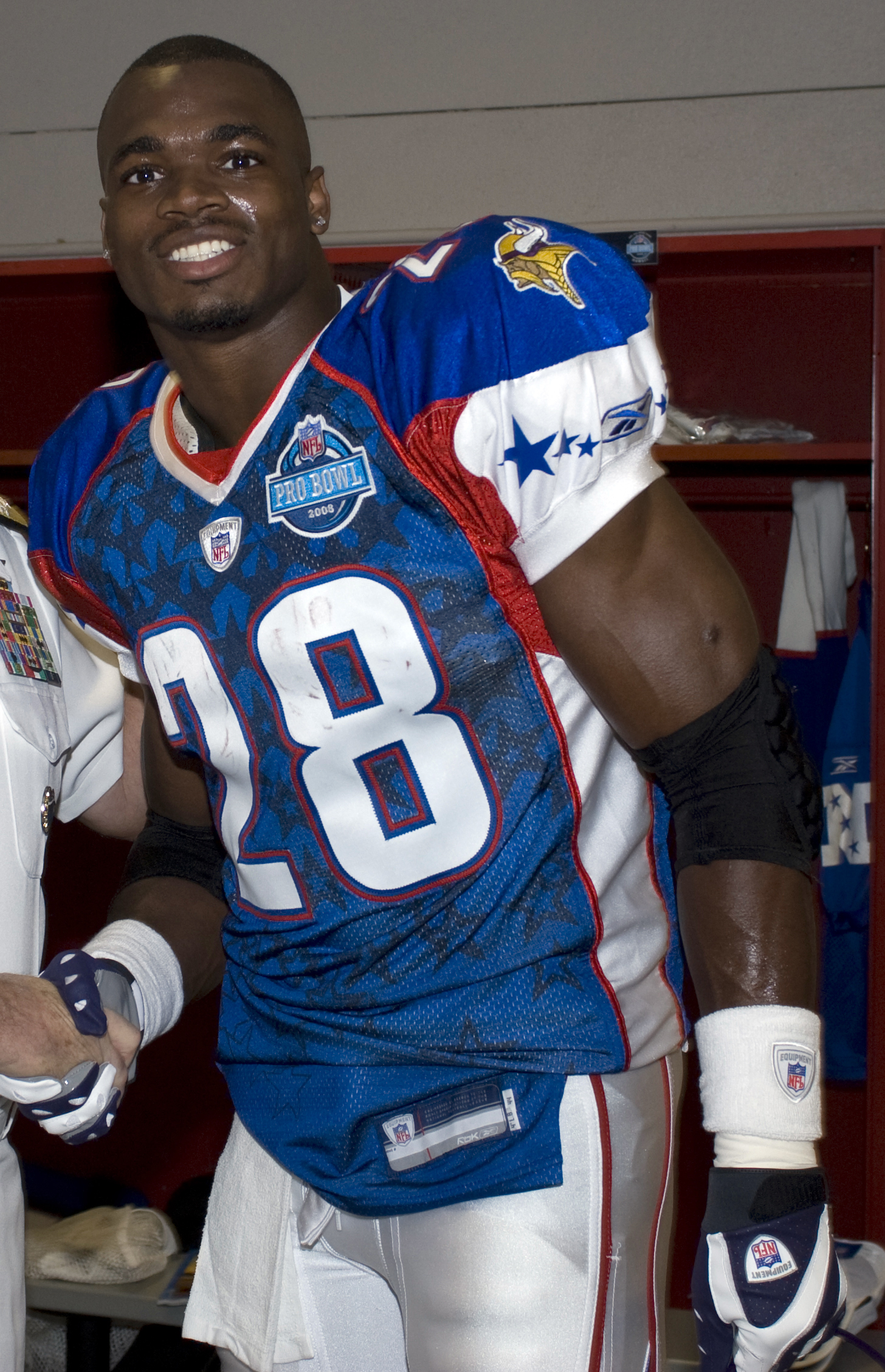
Peterson prima del Pro Bowl 2008.

Peterson debuttò nella NFL il 9 settembre 2007 contro gli Atlanta Falcons, correndo per 9 volte, totalizzando 103 yards a fine partita e realizzando il primo touchdown della carriera su una ricezione da 60 yard. Questa prestazione e le due successive, lo portarono a collezionare 431 yards in tre partite. Sempre ad ottobre stabilìl record di franchigia correndo per 224 yards e 3 touchdown contro i Chicago Bears e di quello NFL per il maggior numero di yard totali guadagnate dalla linea di scrimmage con 361.
Tre settimane dopo Adrian fece ancora meglio, abbattendo il record nelle yard corse in una sola partita, precedentemente detenuto da Jamal Lewis, correndo per 296 yards con 3 touchdown contro i San Diego Chargers, in una partita entrata nella storia della NFL.
L'11 novembre, una settimana esatta dopo il match storico contro i Chargers, si infortunò ai legamenti collaterali del ginocchio contro i Green Bay Packers e tornò in campo solo un mese più tardi, quando corse per 116 yards e 2 touchdown contro i Detroit Lions. Sempre in dicembre, il 17, giocò il primo Monday Night Football della sua carriera totalizzando 95 yard e 2 touchdown.
Peterson concluse la sua prima stagione con 1.341 yard corse, alle spalle del solo LaDainian Tomlinson e 12 touchdown, oltre a 268 yard e 1 touchdown su ricezione che gli valsero la prima convocazione al Pro Bowl del quale, correndo per 129 yard e 2 touchdown (dal 1995 nessuno aveva più corso per oltre 100 yard in un'edizione del Pro Bowl), fu eletto MVP e fu l'unico rookie a riuscire nell'impresa assieme a Marshall Faulk.

#### 2008

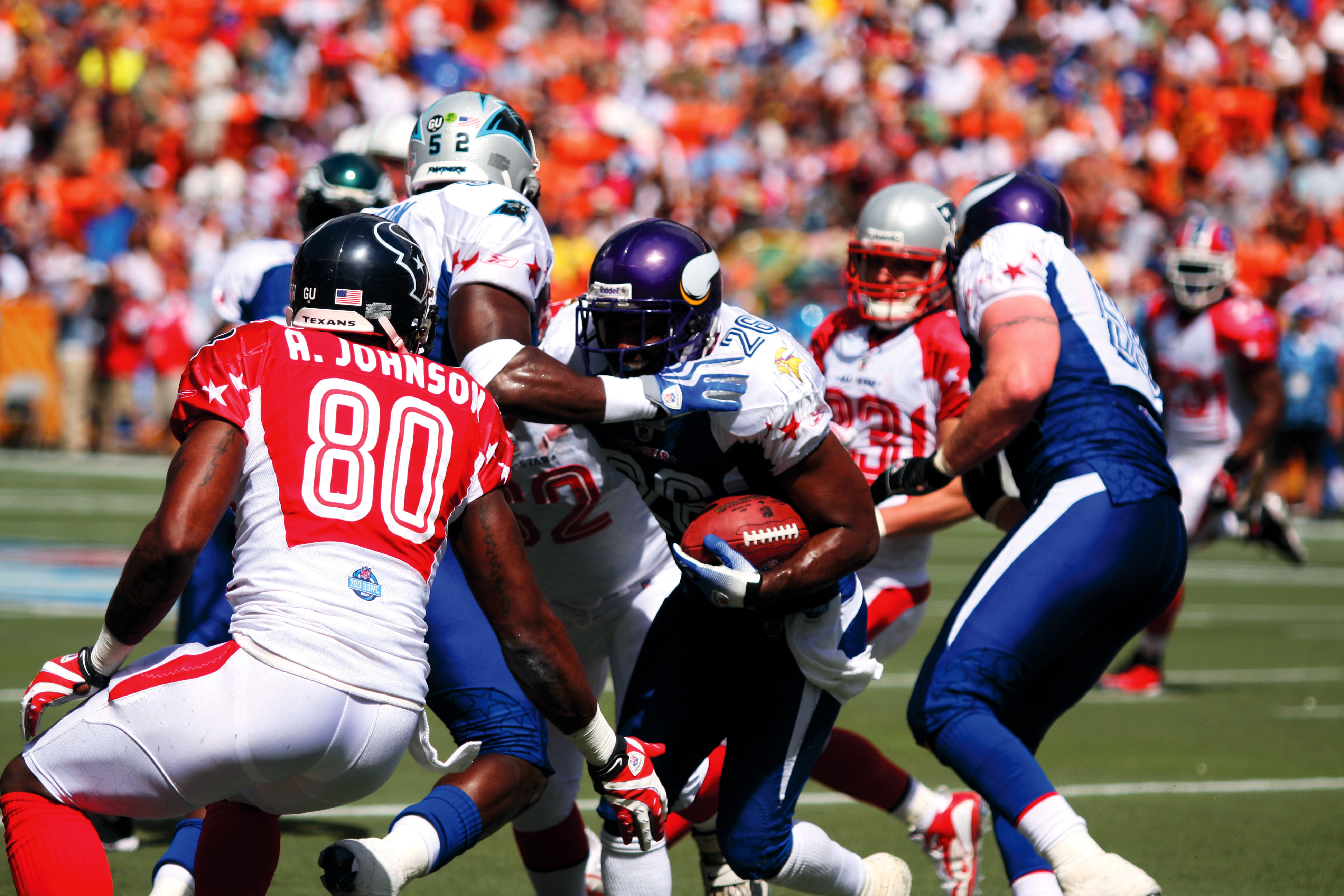
Peterson nel Pro Bowl 2009.

Nel 2008 le aspettative intorno a lui crebbero dopo la grande stagione da rookie. Nonostante fu sottoposto a maggiori attenzioni da parte delle difese avversarie riuscì a migliorare le sue statistiche, nonostante qualche battuta a vuoto inattesa nel rush finale della stagione. Già alla seconda partita contro gli Indianapolis Colts offrì una prestazione importante correndo per 160 yard e ricevendone 20, ma la migliore dell'anno la disputò alla decima giornata, contro gli stessi Green Bay Packers con cui dodici mesi prima aveva subito il primo infortunio da professionista: di fronte ai rivali di division corse 30 volte per 192 yard totali, continuando la scalata verso la vetta della classifica dei running back, dominata quell'anno da Clinton Portis dei Washington Redskins.
La rincorsa subì una brusca frenata verso la fine della stagione regolare, quando stanchezza e difensori avversari che gli concedevano sempre meno spazio, fecero calare leggermente le sue statistiche.

#### 2009

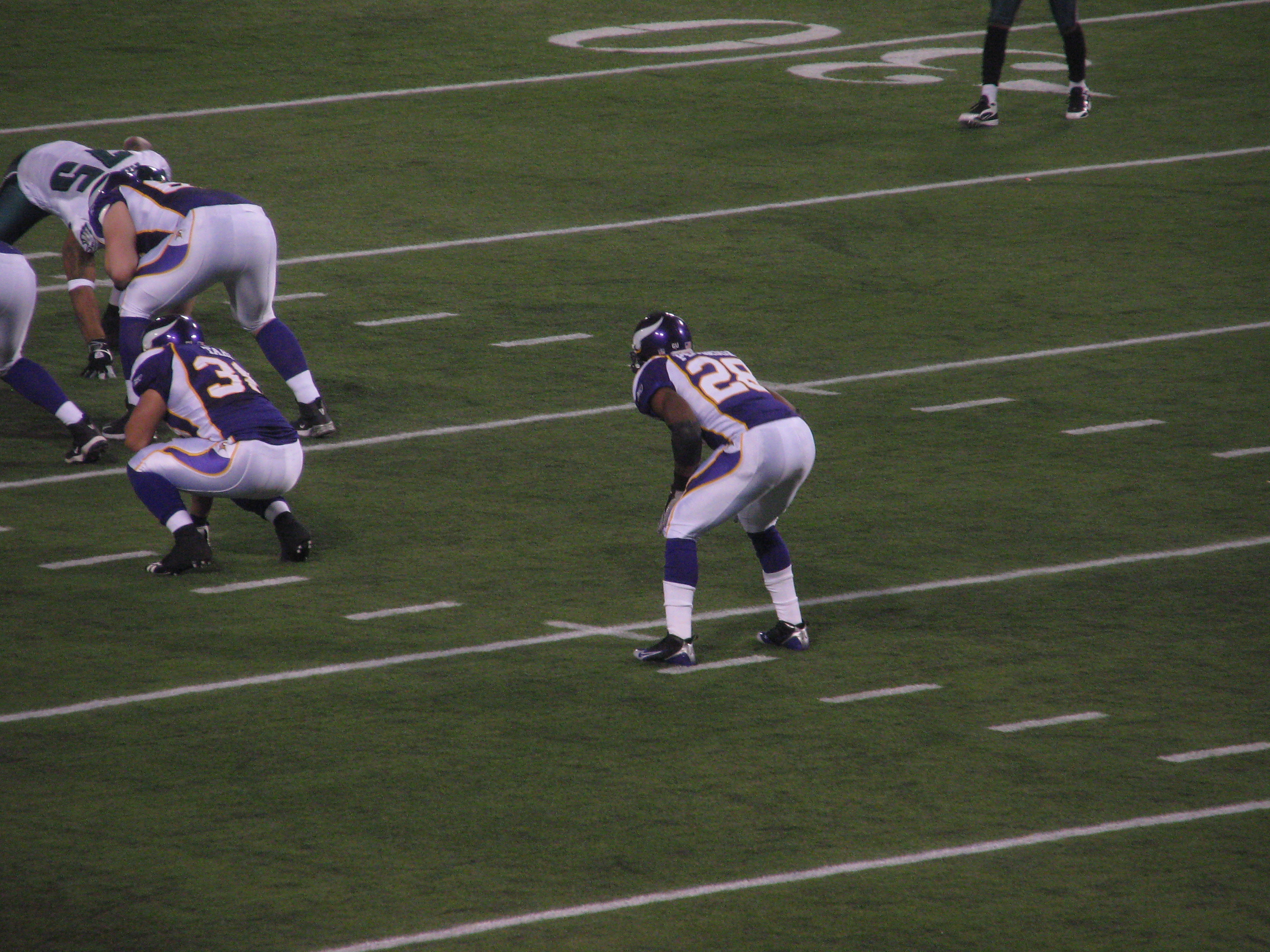
Peterson nel primo turno di playoff della NFC nel 2009.

Prima della stagione 2009, gli analisti di NFL Network ed ESPN nominarono unanimemente Peterson il miglior running back presente nella NFL. Ad ogni modo, l'arrivo di Brett Favre, uno dei migliori quarterbacks della storia della lega, tornato attivo dopo un primo ritiro, portò con sé sia aspettative che speculazioni su quello che sarebbe stato il nuovo ruolo di Peterson nell'attacco. Il capo-allenatore Brad Childress affermò di voler continuare ad appoggiarsi su Peterson, assegnandogli un alto numero di possessi. Favre lavorò bene con l'attacco nella prima metà della stagione, ristabilendo l'abilità di Peterson nell'attacco sui passaggi. Peterson accumulò 917 yard corse nelle prime nove gare, mentre i Vikings avevano un record di 8–1.
Peterson aprì la stagione correndo 180 yard su 25 possessi e segnò 3 touchdown contro i Cleveland Browns, stabilendo il nuovo record dei Vikings per yard corse in una giornata di apertura. Superò ancora le cento yard nella settimana 6 contro i Baltimore Ravens, con 143 yardsu 22 tentativi. Contro i Lions ne corse altre 133, venendo nominato running back della settimana.
Nei playoff, Minnesota vinse contro i Dallas Cowboys 34–3 ma perse contro i New Orleans Saints in un finale al cardiopalma ai tempi supplementari per 31–28. Peterson in quella gara corse 122 yard e segnò 3 touchdown. Peterson terminò la stagione al quinto posto nelle yard corse e perse il premio di Running Back dell'anno Fed-Ex Ground in favore di Chris Johnson che quell'anno superò le 2.000 yard corse in stagiome. Il 29 dicembre, Peterson fu selezionato per il Pro Bowl come running back titolare della NFC.

#### 2010

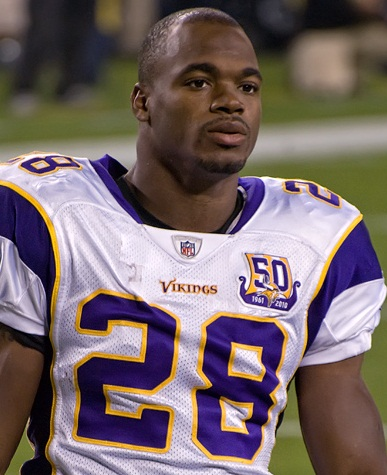
Adrian Peterson nel 2010.

Peterson aprì la stagione 2010 con delle solide prestazione, correndo 392 yard e 3 touchdown nel corso delle prime tre settimane. Nella settimana 6 superò le 5.000 yard corse in carriera, contro i Dallas Cowboys. Alla settimana 7, Peterson era al secondo posto nella lega con 684 yard, a una media di 114 yard a partita, ma i Vikings erano scesi a un deludente record di 2–4. Alla settimana 16, Peterson era a 1.267 yard e 12 touchdown, coi Vikings che erano saliti a 6–9. Peterson, che aveva avuto diversi fumble nella stagione precedente, operò un drastico cambiamento nella stagione 2010, con un solo fumble in tutta la stagione regolare. I Vikings alla fine mancarono i playoff, ma Peterson rappresentò la sua squadra nel Pro Bowl. In quella partita, Peterson contribuì con 80 yard corse e un touchdown alla vittoria per 55-41 della NFC. A fine stagione, Adrian Peterson fu il primo running back in classifica e il terzo giocatore in assoluto dietro Tom Brady e Peyton Manning nella classifica dei cento migliori della stagione di NFL Network, una graduatoria stilata sulla base dei voti dei giocatori della lega.

#### 2011

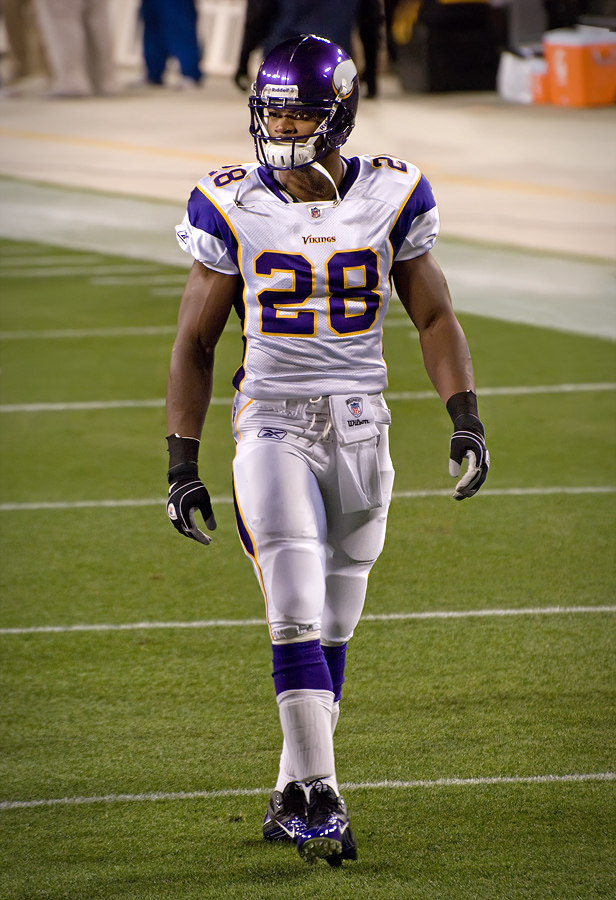
Adrian Peterson nel 2011.

Il 10 settembre 2011 i Vikings fecero firmare a Peterson un nuovo contratto di sette anni del valore di 96 milioni di dollari, rendendolo il più pagato running back nella storia della NFL. Peterson raggiunse le 6.000 yard corse il 18 settembre 2011 nella sconfitta contro i Tampa Bay Buccaneers. Il 9 ottobre, Peterson segnò tre touchdown nel primo quarto della gara contro gli Arizona Cardinals, stabilendo un nuovo record di franchigia. Per questa prestazione fu nominato miglior giocatore offensivo della NFC della settimana. Nella settimana 10 contro gli Oakland Raiders, Adrian subì un infortunio alla caviglia nel corso del primo quarto, venendo costretto a saltare la gara successiva contro gli Atlanta Falcons.
Il 24 dicembre 2011, Peterson si infortunò gravemente nella vittoria 33-26 sui Washington Redskins dopo un placcaggio subito dalla safety avversaria DeJon Gomes. Il 26 dicembre fu inserito in lista infortunati a causa della rottura del legamento crociato anteriore e del legamento mediale collaterale.
Anche per la prima volta non raggiunse le mille yard corse, avendo disputato solo 12 partite, a fine stagione Peterson venne classificato all'8º posto nella NFL Top 100, il più alto running back in classifica per il secondo anno consecutivo.

#### 2012: MVP della NFL

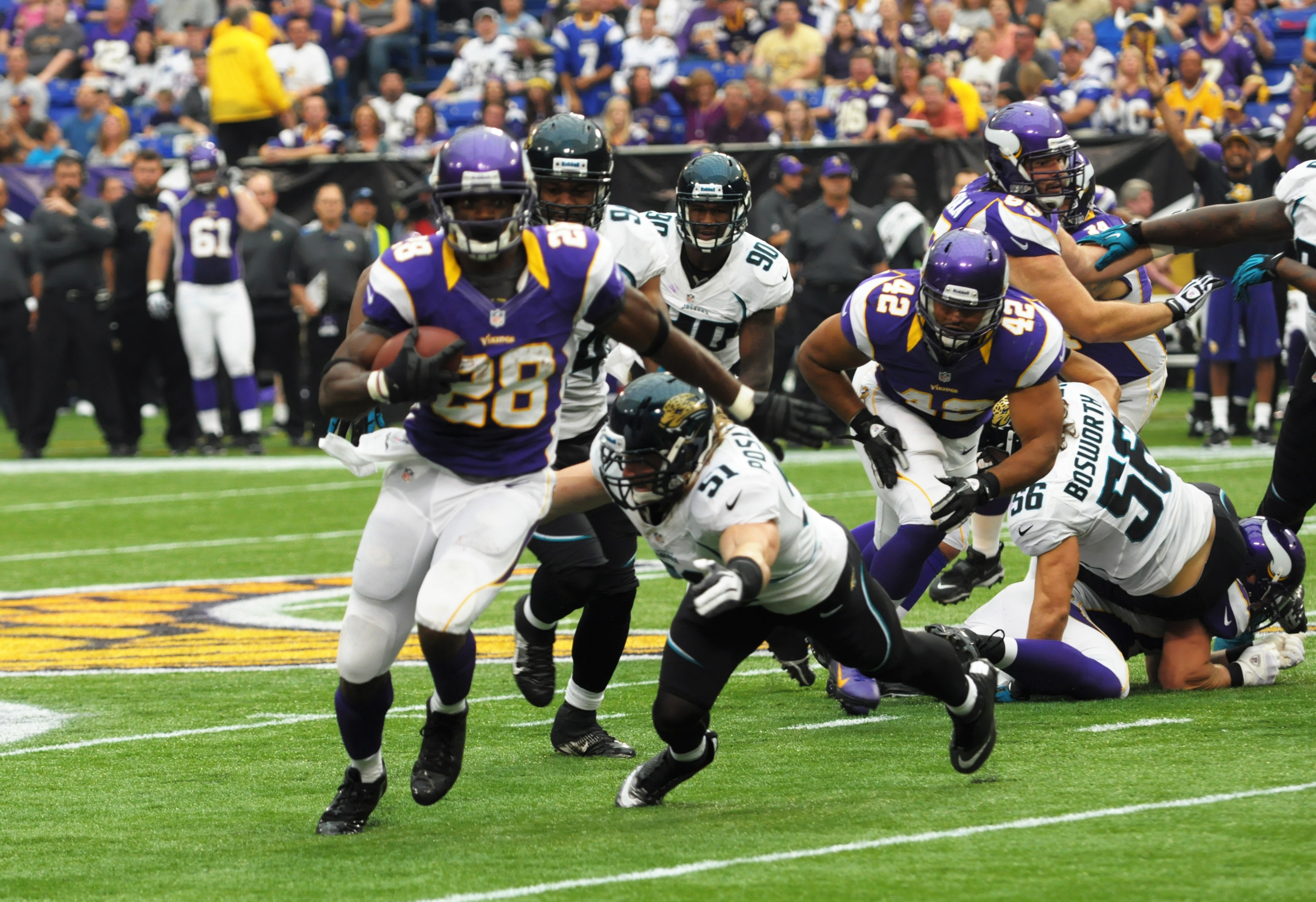
Peterson nella prima gara della stagione 2012, nella quale stabilì in nuovo record dei Vikings per yard corse in carriera.

Dopo essere stato in dubbio fino all'ultimo momento per i postumi dell'infortunio subito nove mesi prima, Peterson tornò in campo il 9 settembre nella gara di debutto stagionale vinta ai supplementari contro i Jacksonville Jaguars. La sua prova si concluse correndo 87 yard e segnando 2 touchdown. In quella partita, solamente alla sesta stagione da professionista, Adrian divenne il nuovo primatista di tutti i tempi della franchigia per yard corse in carriera.
Nel settimo turno Minnesota ottenne la vittoria con Peterson che trascinò i Vikings correndo 153 yard e segnando un touchdown. Per questa prestazione fu nominato per la sesta volta in carriera giocatore offensivo della NFC della settimana.

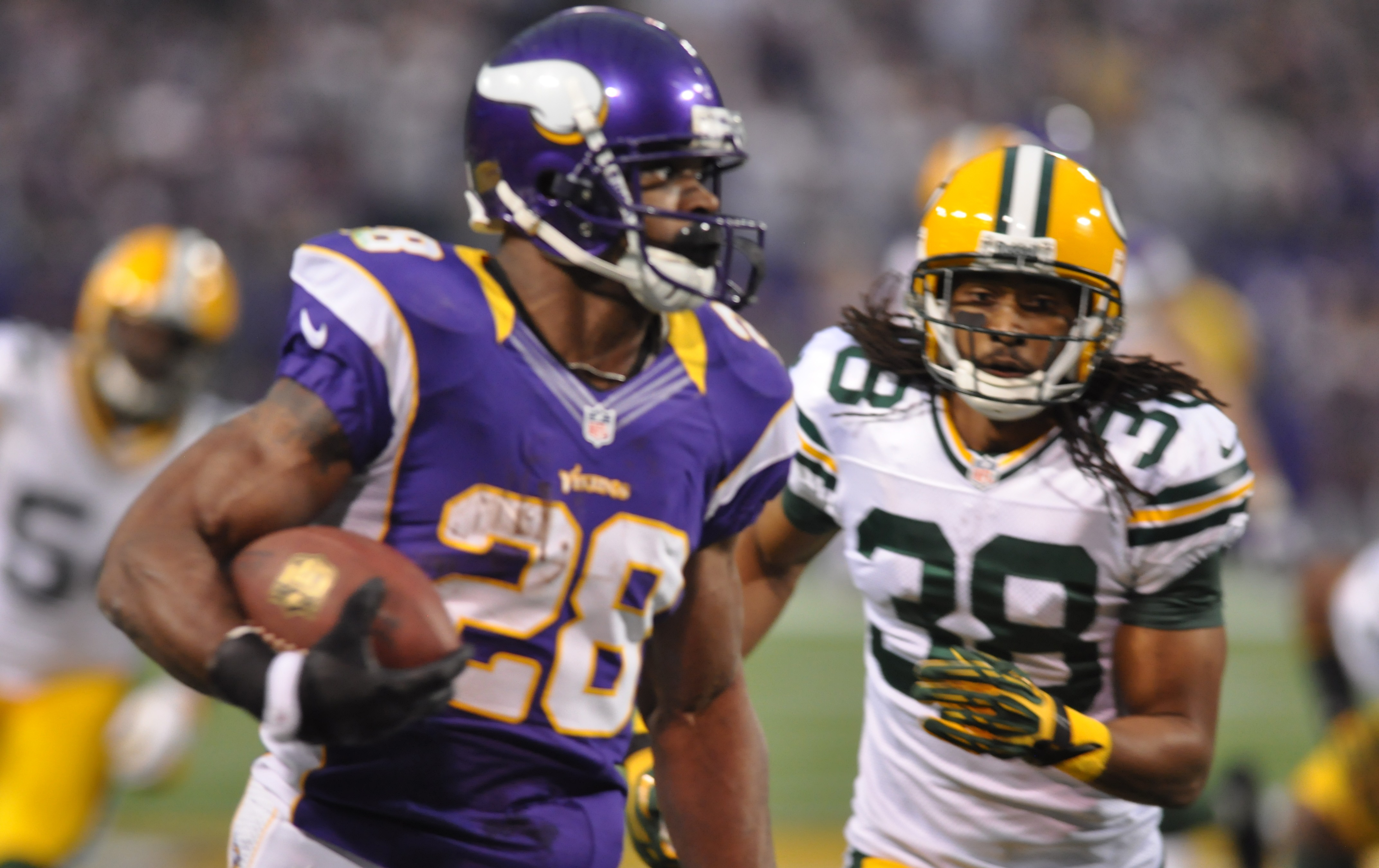
Peterson durante il match contro i Packers in cui raggiunse quota 2097 yard corse in una stagione.

Nel Thursday Night Football della settimana 8 perso contro i Tampa Bay Buccaneers, Peterson corse 123 yard con un touchdown ma commise un fumble costoso recuperato dai Bucs che terminarono il conseguente drive con un touchdown. I Vikings persero anche nel turno successivo contro i Seattle Seahawks: nella sfida con Marshawn Lynch tra i due migliori corridori della lega, Peterson ebbe una partenza fulminea segnando un touchdown da 74 nel primo drive di gioco. Terminò con 182 yard, il suo massimo dal 2008, con 2 touchdown segnati su corsa
La squadra tornò alla vittoria nella settimana 10 contro i Lions col running back che trascinò i suoi con 171 yard corse e un touchdown. Per questa prestazione vinse per la nona volta in carriera il premio di miglior running back della settimana.
Nella settimana 13, un touchdown e 210 yard corse (massimo stagionale fino a quel momento) da Peterson non riuscirono ad evitare a Minnesota la sconfitta contro Green Bay. Adrian vinse per la seconda volta nel 2012 il premio di running back della settimana dopo questa partita.
Dopo aver superato le cento yard corse dopo un solo quarto di gioco, Adrian guidò alla vittoria Minnesota sui Bears concludendo con 154 yard corse in totale e con 2 touchdown raggiunse quota 10 in stagione. Ancora una volta Peterson fu insignito del premio di running back della settimana. Con 212 yard corse nella vittoria del turno 15 contro i St. Louis Rams, Peterson arrivò a un totale di 1.812 in stagione, stabilendo il nuovo primato personale e portandosi a 294 yard dallo storico record stabilito da Eric Dickerson di 2.105 yard corse nel 1984, con due gare al termine della stagione. La domenica successiva, contro la forte difesa sulle corse degli Houston Texans, Peterson corse 86 yard ma i Vikings ottennero una vittoria di importanza notevole per il raggiungimento dei playoff.
Il 26 dicembre, Peterson fu convocato per il quinto Pro Bowl in carriera come titolare della NFC. Nell'ultima gara di stagione regolare, i Vikings necessitavano di una vittoria per raggiungere i loro primi playoff dal 2009 a causa della vittoria dei Bears poche ore prima. Peterson trascinò la squadra con 199 yard corse e due touchdown, uno su corsa e uno su ricezione, con Minnesota che vinse con un field goal di Blair Walsh all'ultimo istante di gara. Divenne così il settimo giocatore della storia a superare le 2.000 yard corse in stagione, fermandosi a sole 9 yard dal record NFL di 2.105 stabilito da Eric Dickerson nel 1984. Lo stesso giorno ricevette i complimenti dello stesso Dickerson che sul suo profilo twitter ufficiale scrisse:Voglio solo dire che Adrian è un grande giocatore e che se il mio record fosse dovuto cadere, mi sarebbe piaciuto fosse stato per mano di AP!. Dopo questa partita, Adrian fu votato per la prima volta miglior giocatore offensivo del mese delle NFC, dopo aver stabilito il record di yard corse in un mese (861). Peterson concluse la stagione regolare con 2.097 yard corse a una notevole media di 6,0 yard a portata, 12 touchdown su corsa e uno su ricezione. Il 12 gennaio 2013 Peterson, insieme a J.J. Watt, fu l'unico giocatore inserito unanimemente nel First-team All-Pro.
Nel primo turno di playoff Minnesota ritrovò Green Bay ma questa volta perse nettamente, in virtù anche dell'assenza del quarterback titolare Christian Ponder che costrinse la squadra a giocare una partita prevedibile appoggiata solamente sulle corse di Peterson, che concluse con 99 yard corse su 22 tentativi.
Il 2 febbraio 2013, la sera prima del Super Bowl XLVII, Adrian Peterson fu premiato come MVP della NFL e come miglior giocatore offensivo dell'anno. A fine anno fu posizionato al numero 1 nella classifica dei migliori cento giocatori della stagione.

#### 2013

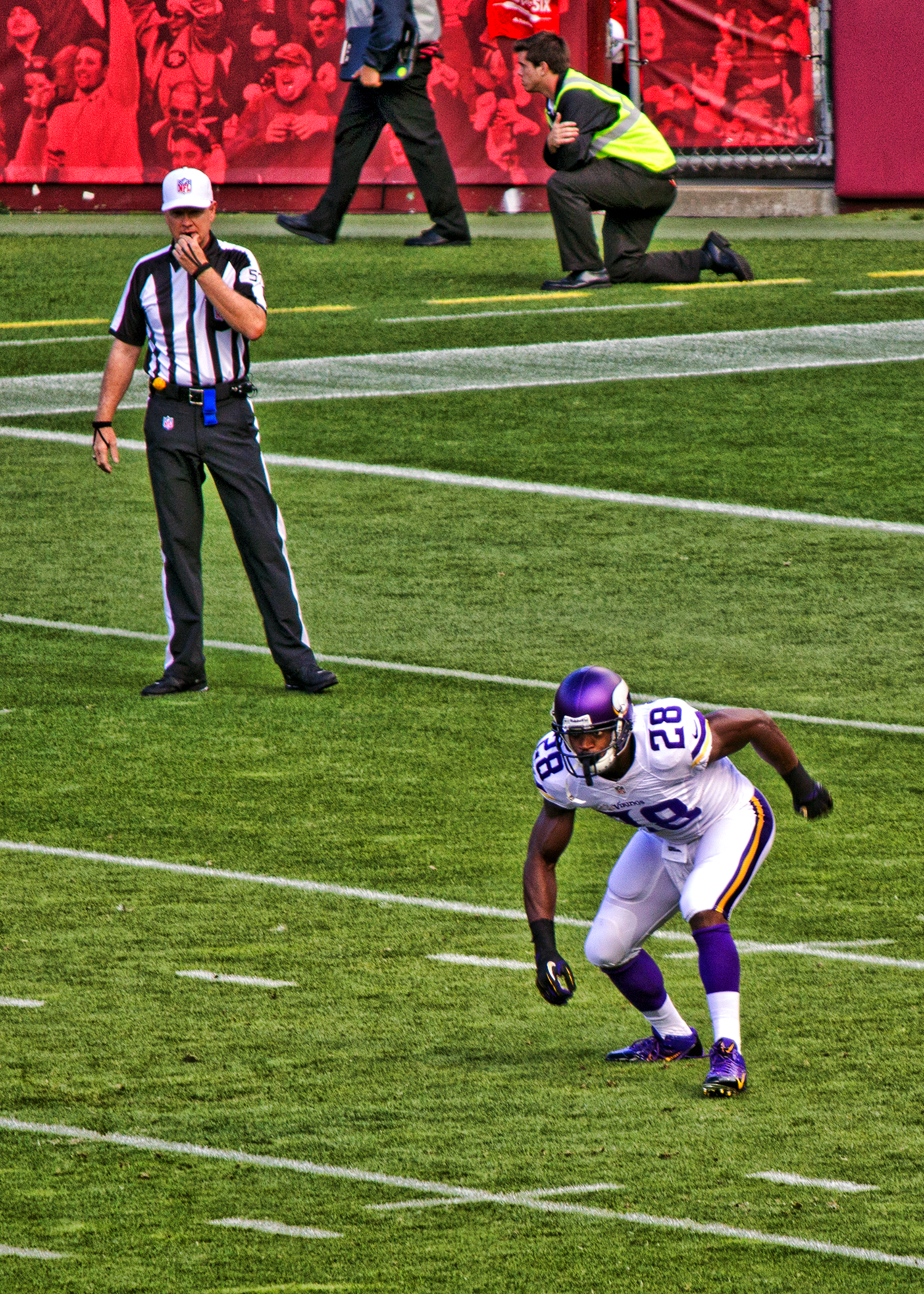
Peterson durante il match di settimana 3 di pre-stagione contro San Francisco.

Nel primo possesso della stagione 2013, Peterson segnò uno spettacolare touchdown dopo una corsa da 78 yard contro i Lions. La sua gara terminò con 93 yard corse e 3 touchdown (uno su ricezione), ma i Vikings furono sconfitti 34-24.

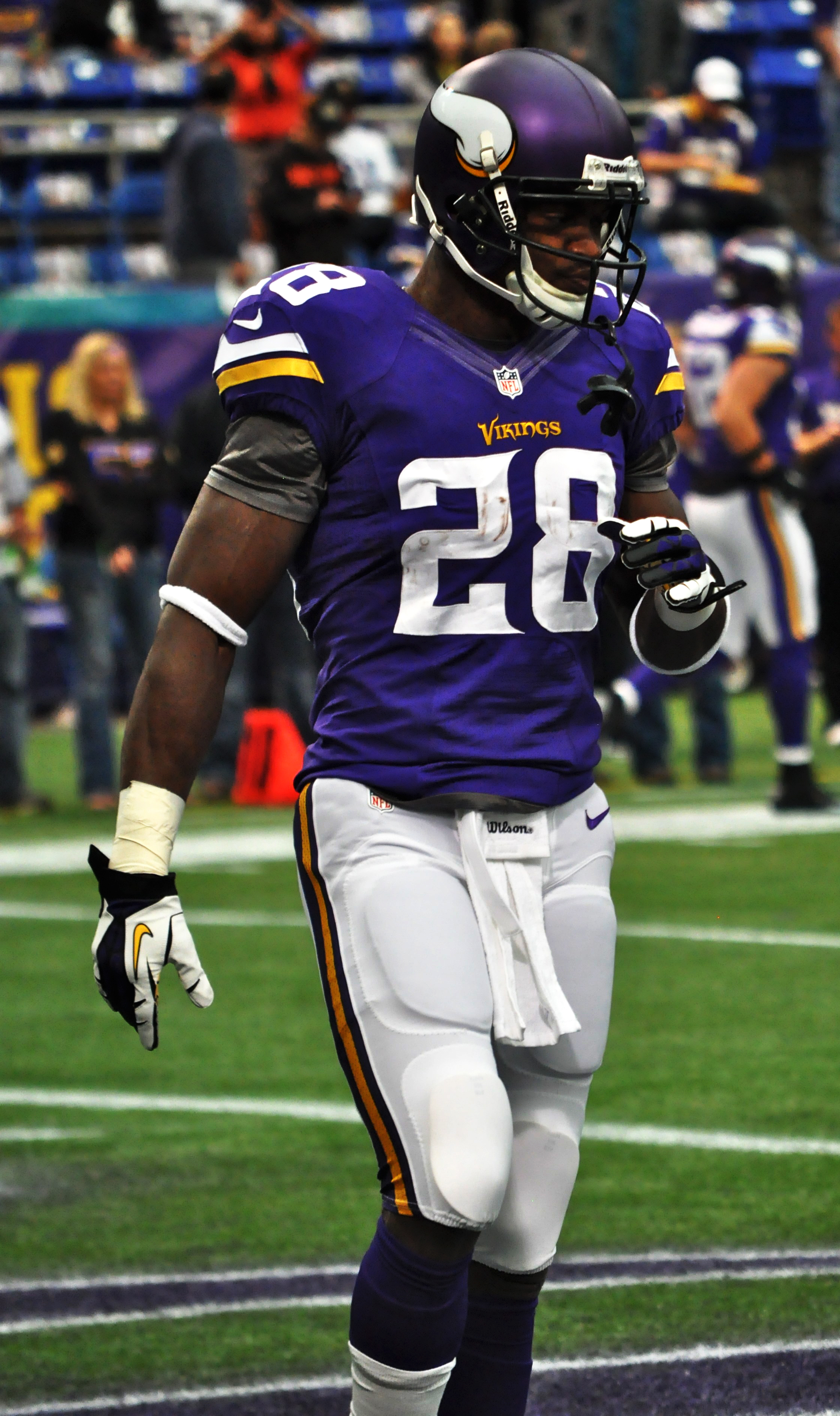
Peterson durante il match di settimana 3 contro Cleveland.

Nella settimana 4, che vedeva i Vikings impegnati contro gli Steelers al Wembley Stadium di Londra in una delle due gare delle NFL International Series della stagione 2013, arrivò la prima vittoria stagionale per Minnesota, trascinata dal miglior Peterson di inizio stagione capace mettere a referto 2 touchdown e 140 yard corse. In particolar modo, il primo touchdown (60 yard) fu il 12º in carriera da 60 o più yard, speciale classifica questa in cui Peterson è primo di tutti i tempi in NFL davanti a Jim Brown fermo a quota 9. Per questa prestazione fu premiato per la dodicesima volta in carriera come miglior running back della settimana.
Il 10 ottobre Peterson saltò l'allenamento per motivi personali. Più tardi le agenzie di stampa, anche se non vi furono immediate conferme da parte della polizia e dello stesso Peterson, comunicarono che tali motivi erano ascrivibili al fatto che Peterson si sarebbe recato in un ospedale del Dakota del Sud per assistere il suo piccolo figlio di 2 anni, ridotto in fin di vita da Robert Patterson, nuovo compagno della madre del bambino. Tornato ad allenarsi regolarmente il venerdì, assicurò che comunque avrebbe preso parte all'incontro in programma domenica 13 che vedeva i Vikings opposti ai Carolina Panthers. Qualche ora dopo, la polizia di Sioux Falls comunicò che il piccolo era deceduto in seguito alle ferite riportate nell'aggressione.

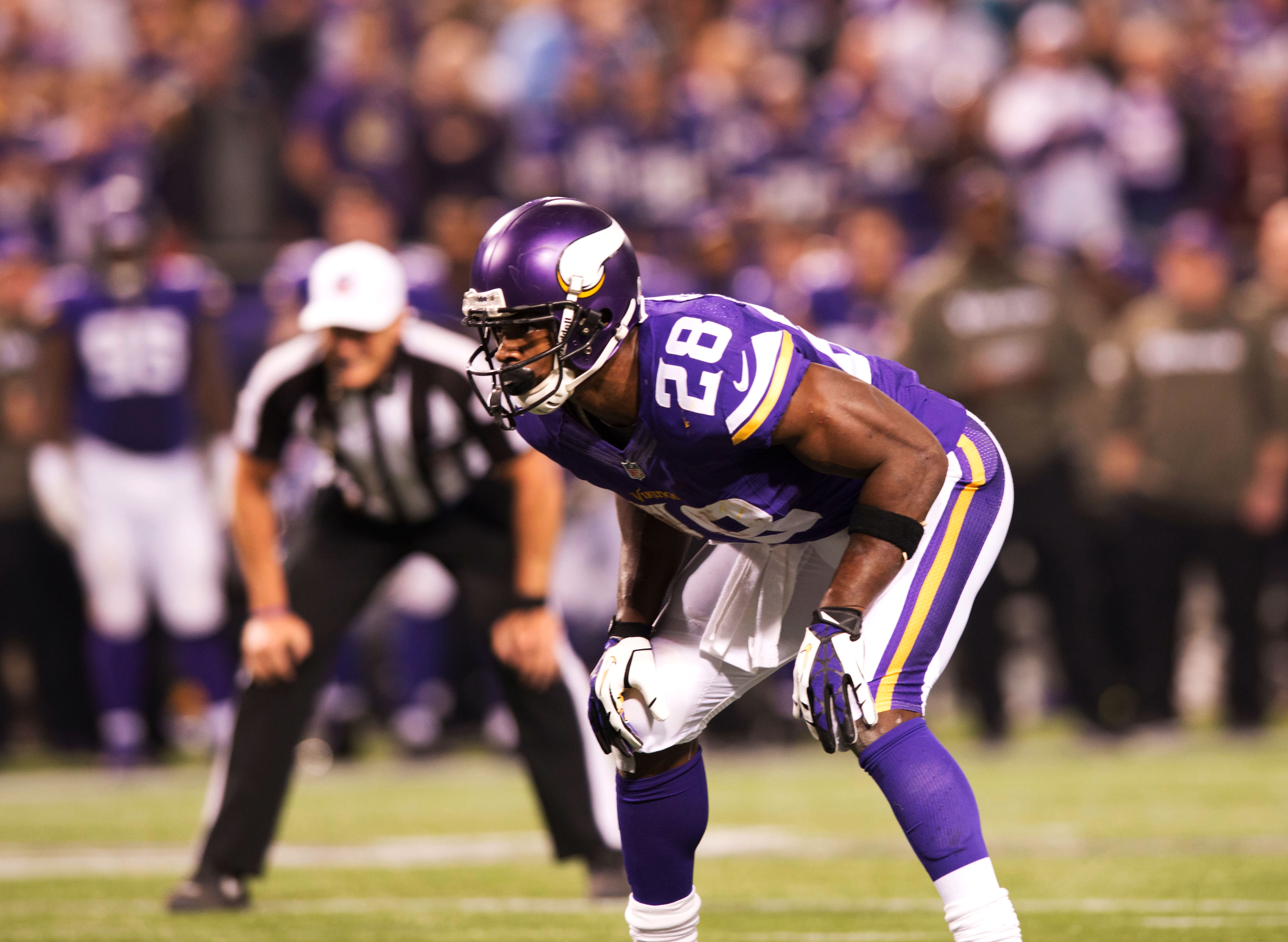
Peterson durante il match di settimana 10 che vedeva i Vikings opposti ai Redskins e che coincise con il Vikings Military Appreciation Day 2013.

Nella settimana 13 contro i Packers, Peterson festeggiò la sua 100ª partita in carriera con una grande prestazione che lo vide mettere a referto 32 portate per 146 yard corse ed un touchdown con il quale pareggiò il numero di touchdown su corsa messi a segno in carriera da Priest Holmes, salendo così al 14º posto nella relativa classifica di tutti i tempi della NFL. Per la seconda volta in stagione, dopo questa prova, fu premiato come miglior running back della settimana.
Nella settimana 13, che vide i Vikings uscire dal Metrodome vittoriosi contro i Chicago Bears per 20-23 dopo una gara dagli innumerevoli colpi di scena e protrattasi per la seconda settimana consecutiva ai supplementari, Peterson corse 211 yard (prima gara della stagione da 200 o più yard) in 35 portate entrando così nel ristretto club delle 10.000 yard corse: le sue 101 partite in carriera impiegate per tagliare tale traguardo rappresentarono il terzo minor quantitativo di gare di tutti i tempi dopo le 91 che furono necessarie ad Eric Dickerson e le 98 di Jim Brown, risultato di poco migliore delle 103 impiegate da Barry Sanders e delle 106 di Emmitt Smith e LaDainian Tomlinson. Tale prestazione permise a Peterson di salire al secondo posto nella classifica di tutti i tempi relativa al numero di gare da 200 o più yard corse (5, pari merito con Tiki Barber), ad una sola lunghezza dal detentore del record O.J. Simpson Per questa prova fu eletto per la terza volta in stagione (la seconda consecutiva) miglior running back della settimana.
Dopo una settimana di riposo per riprendersi da un infortunio, Peterson tornò in campo nel penultimo incontro della stagione regolare perso 14-42 in casa dei Cincinnati Bengals. Cinque giorni dopo, Peterson fu convocato per il sesto Pro Bowl Alla vigilia dell'ultimo incontro della stagione, fu reso noto che Peterson avrebbe saltato anche l'ultimo incontro della stagione regolare chiudendo così, con 1.266 yard corse per 10 touchdown e 171 ricevute per un touchdown, una stagione difficile, resa tale da diversi problemi fisici e dal grave lutto familiare oltre che dai problemi di natura tattica insiti nella squadra stessa. Il 3 gennaio 2014 Peterson fu assieme a Cordarrelle Patterson uno dei due soli Vikings ad essere inseriti nelle formazioni All-Pro, venendo inserito per la terza volta in carriera dall'Associated Press nel Second-team All-Pro. Fu inoltre votato al 4º posto nella NFL Top 100 dai suoi colleghi. Il 23 gennaio, Peterson finì per la terza volta al termine di altrettante stagioni consecutive sotto i ferri, sottoponendosi ad un intervento chirurgico per la riparazione del muscolo adduttore che tanti problemi gli aveva dato nel finale di stagione.

#### 2014
Dopo non essere mai sceso in campo nei 4 incontri della pre-stagione, nella prima gara della stagione regolare Peterson corse per 21 portate e 75 yard e ricevette due passaggi per 18 yard da Matt Cassel nella gara vinta per 34-6 da Minnesota in casa dei St. Louis Rams. Il 12 settembre, a seguito della notifica di un mandato di arresto emessa nei suoi confronti dalle autorità di North Montgomery County nel Texas per "lesioni dovute ad imprudenza o negligenza" ai danni di uno dei suoi figli, fu de-attivato dal roster dei Vikings, per la gara di settimana 2, su iniziativa della società. Rimase inattivo per i due mesi successivi finché, il 18 novembre 2014, la lega annunciò che tale sospensione senza paga sarebbe durata almeno per tutta la stagione 2014.

#### 2015

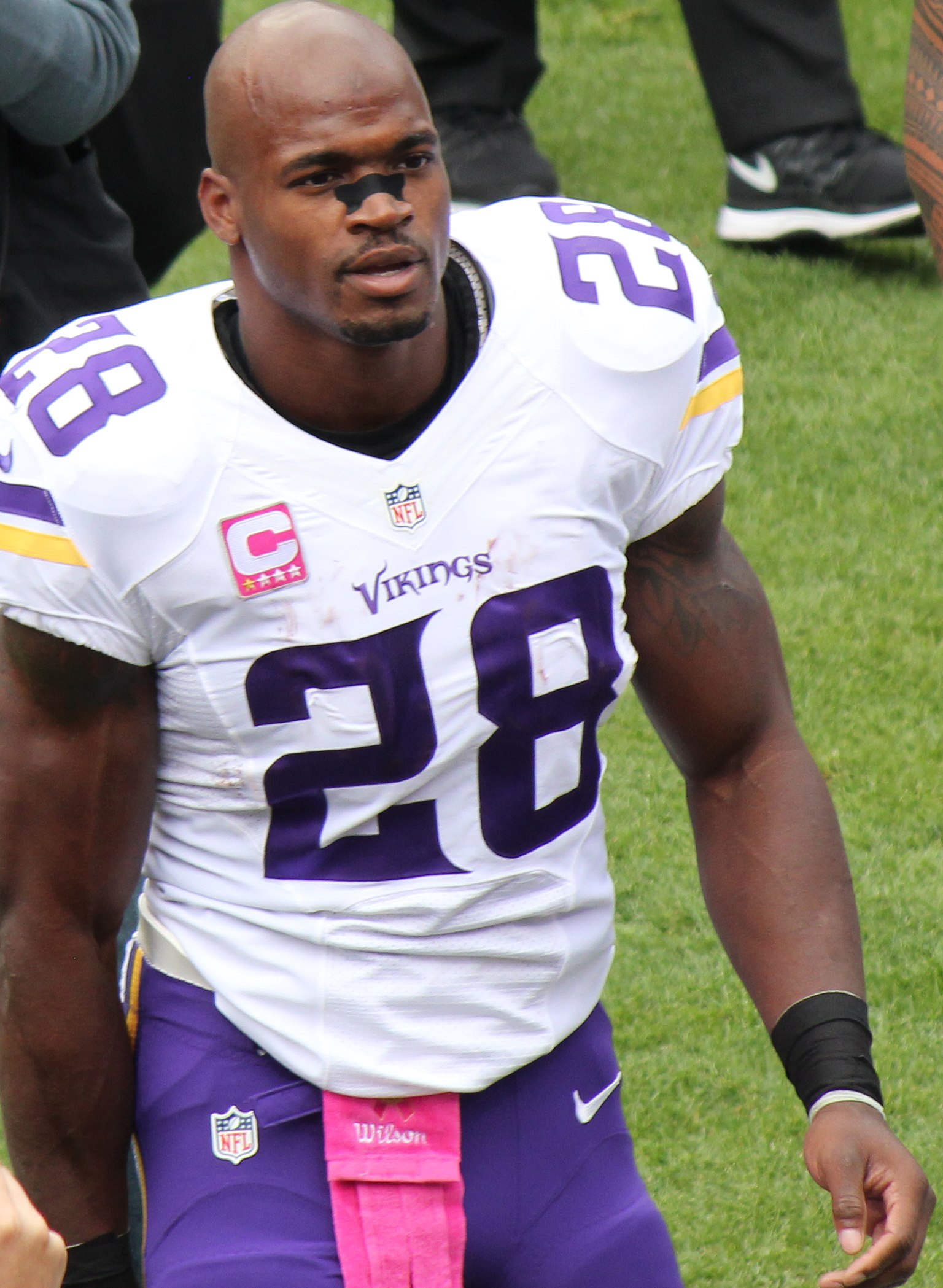
Peterson a Denver nel 2015.

Dopo che il 16 aprile 2015 la lega annunciò la conclusione della sua sospensione, Peterson il 21 luglio acconsentì a ristrutturare i termini contrattuali del proprio accordo con la franchigia del Minnesota, andando a percepire un totale di 44 milioni di dollari negli ultimi 3 anni del precedente contratto.
Dopo esser stato eletto dai propri compagni di squadra come uno dei 4 capitani della squadra alla vigilia dell'incontro di settimana 1, il 14 settembre 2015 Peterson fece ritorno al football giocato venendo tuttavia utilizzato poco dal coordinatore offensivo Norv Turner che lo chiamò in causa in appena 10 tentativi di corsa (in cui totalizzò 31 yard) nella gara del Monday Night Football al Levi's Stadium in cui i Vikings furono sconfitti per 3-20 dai 49ers padroni di casa. Al contrario la settimana seguente venne chiamato maggiormente in causa, rispondendo con una prestazione complessiva da 192 yard in 31 tocchi di palla, di cui 134 corse in 29 portate e 58 ricevute in due passaggi, che aiutarono i Vikings a conseguire la prima vittoria stagionale, un 26-16 ai danni dei Lions rivali divisionali.
Nella gara di settimana 3, per lui la 100ª in carriera come professionista, Peterson guidò i Vikings ad una netta vittoria per 31-14 contro i Chargers con una prestazione da 126 yard in 20 portate. Inoltre tornò al touchdown dopo un digiuno durato 22 mesi, mettendo a segno due marcature che gli permisero di raggiungere Randy Moss al secondo posto nella classifica di tutti i tempi di franchigia relativa al maggior numero di touchdown totali messi a segno.
Nella vittoria della settimana 10 sui Raiders, Peterson pareggiò il record NFL di O.J. Simpson con la sesta gara in carriera da 200 yard corse, venendo premiato come running back della settimana. Due settimane ricevette di nuovo tale premio dopo avere corso 158 yard e 2 TD nella vittoria sui Falcons. Alla fine di novembre fu premiato come giocatore offensivo della NFC del mese in cui corse 634 in cinque partite. Il 10 dicembre, Peterson segnò il suo centesimo touchdown in carriera, il 13º running back della storia a riuscirvi. Nel penultimo turno segnò la decima marcatura su corsa in stagione e con la vittoria sui Giants, Minnesota si aggiudicò la prima qualificazione ai playoff dal 2012. Nell'ultima partita dell'anno, Minnesota vinse in trasferta a Green Bay, interrompendo il dominio dei Packers nella division e conquistando il primo titolo della NFC North dal 2009. La stagione regolare di Peterson si chiuse guidando per la terza volta la NFL con 1.485 yard corse e in touchdown su corsa (11) assieme ad altri tre giocatori, venendo convocato per il settimo Pro Bowl in carriera ed inserito nel First-team All-Pro. Nel turno delle wild card, i Vikings furono eliminati perdendo per 10-9 in casa contro i Seahawks nella terza sfida più fredda della storia dei playoff, con Peterson limitato a sole 45 yard corse e che commise un fumble costoso nell'ultimo periodo di gioco, poi recuperato dagli avversari.

#### 2016
Nel debutto in gare ufficiali dei Vikings al nuovo U.S. Bank Stadium nella settimana 2 contro i Packers, Peterson subì una rottura del menisco del ginocchio destro. Dopo l'operazione chirurgica tornò in campo nella settimana 15 correndo 22 yard nella sconfitta coi Colts.
Il 28 febbraio 2017, i Vikings annunciarono che non si sarebbero avvalsi dell'opzione nel contratto di Peterson per la stagione successiva, rendendolo free agent. Se i Vikings avessero esercitato tale opzione, avrebbero dovuto corrispondere al giocatore un contratto di 18 milioni di dollari per la stagione 2017.

### New Orleans Saints
Il 25 aprile 2017, Peterson firmò un contratto biennale del valore di 7 milioni di dollari con i New Orleans Saints. Con essi giocò solamente un mese senza trovare spazio, disputando 4 partite, di cui una come titolare, e correndo 81 yard senza segnare alcun touchdown, prima di venire scambiato.

### Arizona Cardinals
Il 10 ottobre 2017, Peterson fu scambiato con gli Arizona Cardinals per una scelta del draft da definire. Dopo l'impiego minimo coi Saints, nella gara di debutto con la nuova maglia andò subito a segno con un touchdown da 27 yard nel primo drive. La sua gara si concluse con 134 yard corse e 2 TD nella vittoria sui Tampa Bay Buccaneers, venendo premiato come giocatore offensivo della NFC e come running back della settimana. La successiva gara di alto livello la disputò nella vittoria del nono turno sui San Francisco 49ers, correndo 159 yard e superando Thurman Thomas al 15º posto nella classifica delle yard corse di tutti i tempi. Dopo avere perso tre partite per un infortunio al collo, il 14 dicembre Peterson fu inserito in lista infortunati, chiudendo la sua stagione.

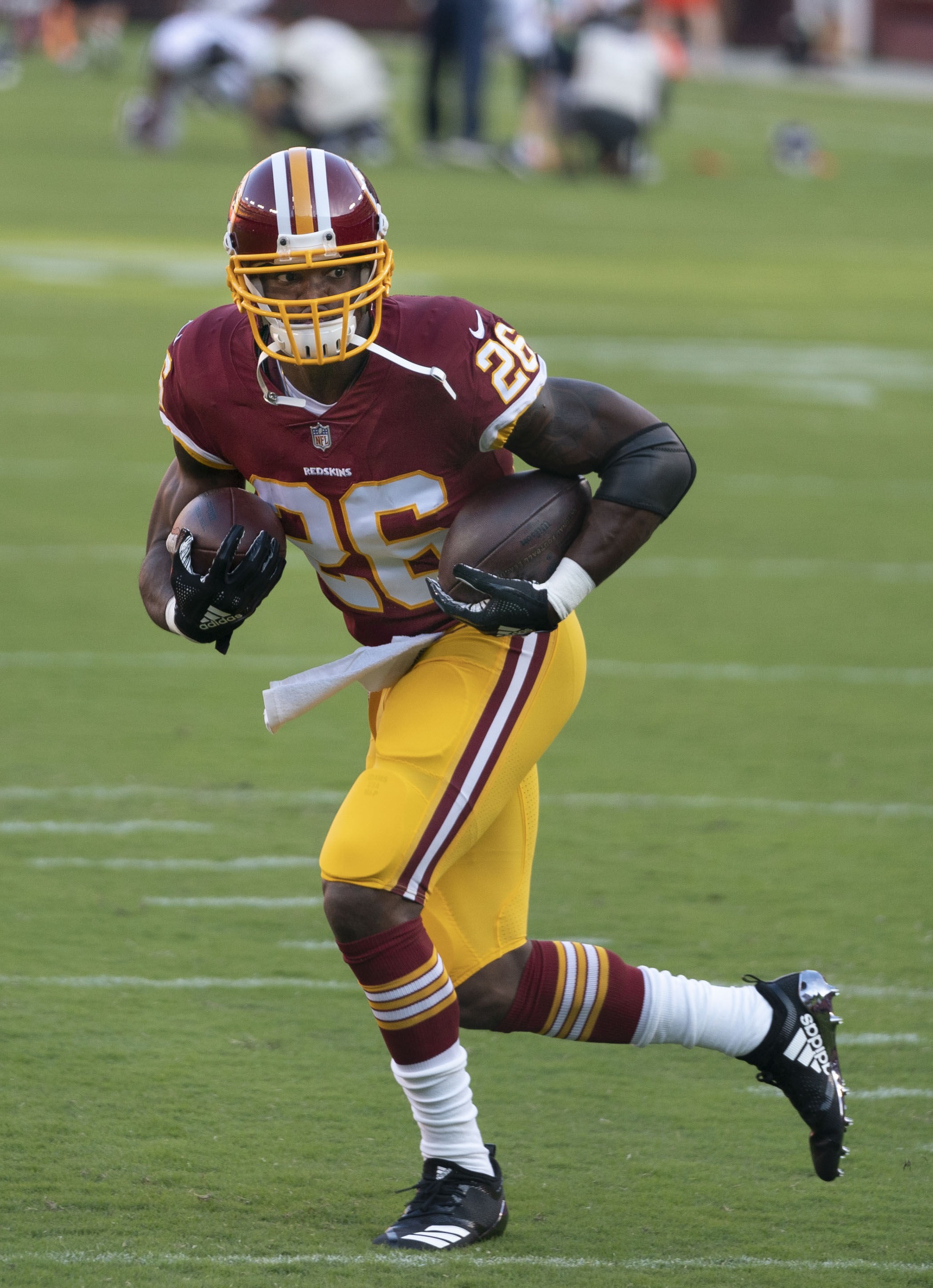
Peterson nel prepartita della prima gara coi Redskins, nella pre-stagione 2018

### Washington Redskins
Il 20 agosto 2018, Peterson firmò con i Washington Redskins. Nominato running back titolare della squadra, nella prima partita vinta contro i Cardinals guidò la squadra sia in yard corse (96) che ricevute (70) segnando il 100º touchdown in carriera su corsa e superando Jim Brown e Marshall Faulk al decimo posto nella classifica di tutti i tempi per yard corse. Nel terzo turno corse 120 yard e 2 touchdown nella vittoria sui Packers, venendo premiato come running back della settimana. Con 149 yard corse nella settimana 8 superò Tony Dorsett al nono posto per yard corse in carriera, venendo premiato come giocatore offensivo della NFC della settimana.
Il 18 novembre contro gli Houston Texans Peterson superò con due touchdown John Riggins al sesto posto nella classifica di tutti i tempi. Nel penultimo turno, con 119 yard corse tornò a superare le 1.000 yard stagionali per la prima volta dal 2015.
Nel secondo turno della stagione 2019, Peterson con il suo 107º touchdown su corsa superò Jim Brown al quinto posto di tutti i tempi. Nel sesto turno corse un massimo stagionale di 118 yard con i Redskins che colsero la prima vittoria stagionale sui Dolphins. Dieci giorni dopo salì al sesto posto nelle classifica delle yard corse in carriera. Nel quattordicesimo turno Peterson tagliò il traguardo delle 14.000 yard corse. Nella settimana 15 Peterson superò Curtis Martin al quarto posto per yard corse in carriera e agganciò Walter Payton con il 110º TD su corsa. A fine stagione fu premiato con l'Art Rooney Sportsmanship Award per la sportività e il fair play.
Il 4 settembre 2020 Peterson fu svincolato.

### Detroit Lions
Il 6 settembre 2020 Peterson firmò un contratto di un anno con i Detroit Lions. Nella prima partita in Michigan guidò la sua squadra con 93 yard corse su 14 tentativi contro i Bears.

### Tennessee Titans
Il 1º novembre 2021 Peterson firmò con i Tennessee Titans dopo l'infortunio della loro stella Derrick Henry. Nella settimana 9 segnò il suo primo touchdown come Titan. Il 23 novembre 2021 fu svincolato.

### Seattle Seahawks
Il 1º dicembre 2021, Peterson firmò con la squadra di allenamento dei Seattle Seahawks. Promosso nel roster attivo tre giorni dopo, segnò un touchdown nella prima partita con la maglia di Seattle nella vittoria sui 49ers.

## Record

### Record NFL
- Maggior numero di yard corse in una singola partita (296)
- Maggior numero di touchdown da 60 o più yard in carriera (12)
- Maggior numero di yard corse in un arco di 8 gare (1.322)
- Maggior numero di gare da 200 yard corse nella stagione da rookie (2)
- Maggior numero di yard corse nelle prime 8 gare in carriera (1.036)
- Maggior numero di corse da 50 o più yard messe a referto in una singola stagione (7)
- Maggior numero di partite da 150 o più yard corse in una singola stagione (7 condiviso con Earl Campbell)
- Maggior numero di yard corse in un singolo mese (861 nel dicembre 2012)

### Record di franchigia dei Vikings
- Maggior numero di touchdown su corsa in carriera (76)
- Maggior numero di yard corse in una stagione (2.097 nel 2012)
- Maggior numero di touchdown su corsa in una stagione (18 nel 2009)
- Maggior numero di yard corse in carriera (10.057)
- Maggior numero di possessi in carriera (2.015)
- Maggior numero di gare da 100 yard corse (39)
- Maggior numero di gare da 150 yard corse (14)
- Maggior numero di gare da 200 yard corse (5)
- Maggior numero di gare consecutive con 100 o più yard corse (8)
- Maggior numero di stagioni da 1.000 yard corse (6)
- Maggior numero di yard corse dalla linea di scrimmage in una singola stagione (2.314 nel 2012)

### Record del Pro Bowl
- Maggior numero di touchdown su corsa in carriera (4)[103]
- Secondo rookie della storia a vincere il premio di MVP del Pro Bowl (Marshall Faulk primo nel 1994)

## Palmarès

### Individuale
- MVP della NFL: 1

2012
- MVP del Pro Bowl: 1

2008
- Miglior giocatore offensivo dell'anno della NFL: 1

2012
- Convocazioni al Pro Bowl: 7

2007, 2008, 2009, 2010, 2012, 2013, 2015
- First-team All-Pro: 5

2007, 2008, 2009, 2012, 2015
- Second-team All-Pro: 2

2010, 2013
- Diet Pepsi Rookie dell'anno: 1

2007
- Rookie offensivo dell'anno: 1

2007
- Running back dell'anno: 2

2008, 2012
- Bert Bell Award: 2

2008, 2012
- PFWA MVP della NFL: 1

2012
- Giocatore offensivo dell'anno della NFC: 1

2012
- SN Miglior giocatore offensivo dell'anno della NFL: 1

2012
- SN Comeback Player of the Year Award: 1

2012
- PFWA Rookie offensivo dell'anno: 1

2007
- PFWA All-Rookie Team - 2007
- Running back della settimana: 18

9ª del 2007, 9ª, 10ª e 15ª del 2008, 1ª e 10ª del 2009, 3ª del 2010, 5ª del 2011, 10ª, 13ª e 14ª del 2012, 4ª, 12ª, 13ª del 2013, 10ª e 12ª del 2015, 6ª del 2017, 3ª del 2018
- Giocatore offensivo della NFC del mese: 2

dicembre 2012, novembre 2015
- Giocatore offensivo della NFC della settimana: 9

5ª e 8ª del 2007, 9ª del 2008, 3ª del 2010, 5ª del 2011, 7ª e 13ª del 2012, 6ª del 2017, 8ª del 2018
- GMC Never Say Never Moment della settimana: 2

17ª settimana della stagione 2012, 13ª settimana della stagione 2013
- Rookie offensivo del mese: 2

settembre 2007, ottobre 2007
- ESPY Awards Miglior Giocatore della NFL: 1

2012
- Club delle 2.000 yard corse in una stagione
- Club delle 10.000 yard corse in carriera
- Leader in yard corse della NFL: 3

2008, 2012, 2015
- Leader della NFL in touchdown su corsa: 2

2009, 2015
- I 50 più grandi Vikings
- Formazione ideale della NFL degli anni 2010

## Statistiche
Fonte: NFL.com
| Anno     | Squadra  | Gare | Gare | Corse | Corse  | Corse | Corse | Corse | Ricezioni | Ricezioni | Ricezioni | Ricezioni | Fumble | Fumble |
| Anno     | Squadra  | P    | PT   | Ten   | Yard   | Media | Max   | TD    | Ric       | Yard      | Max       | TD        | Fum    | Persi  |
| -------- | -------- | ---- | ---- | ----- | ------ | ----- | ----- | ----- | --------- | --------- | --------- | --------- | ------ | ------ |
| 2007     | MIN      | 14   | 9    | 238   | 1 341  | 5.6   | 73    | 12    | 19        | 268       | 60T       | 1         | 4      | 3      |
| 2008     | MIN      | 16   | 15   | 363   | 1 760  | 4.8   | 67T   | 10    | 21        | 125       | 16        | 0         | 9      | 4      |
| 2009     | MIN      | 16   | 15   | 314   | 1 383  | 4.4   | 64T   | 18    | 43        | 436       | 63        | 0         | 7      | 6      |
| 2010     | MIN      | 15   | 15   | 283   | 1 298  | 4.6   | 80T   | 12    | 36        | 341       | 34        | 1         | 1      | 1      |
| 2011     | MIN      | 12   | 12   | 208   | 970    | 4.7   | 54    | 12    | 18        | 139       | 22        | 1         | 1      | 0      |
| 2012     | MIN      | 16   | 16   | 348   | 2 097  | 6.0   | 82T   | 12    | 40        | 217       | 20        | 1         | 4      | 2      |
| 2013     | MIN      | 14   | 14   | 279   | 1 266  | 4.5   | 78T   | 10    | 29        | 171       | 22        | 1         | 5      | 3      |
| 2014     | MIN      | 1    | 1    | 21    | 75     | 3.6   | 17    | 0     | 2         | 18        | 9         | 0         | 0      | 0      |
| 2015     | MIN      | 16   | 16   | 327   | 1 485  | 4.5   | 80T   | 11    | 30        | 222       | 49        | 0         | 7      | 3      |
| 2016     | MIN      | 3    | 3    | 37    | 72     | 1.9   | 13    | 0     | 3         | 8         | 7         | 0         | 1      | 1      |
| 2017     | NO       | 4    | 1    | 27    | 81     | 3.0   | 11    | 0     | 2         | 4         | 2         | 0         | 0      | 0      |
| 2017     | ARI      | 6    | 6    | 129   | 448    | 3.5   | 27T   | 2     | 9         | 66        | 13        | 0         | 3      | 2      |
| 2018     | WAS      | 15   | 15   | 247   | 1 042  | 4.2   | 90T   | 7     | 20        | 208       | 52        | 1         | 3      | 2      |
| Carriera | Carriera | 148  | 138  | 2 821 | 13 318 | 4.7   | 90    | 106   | 272       | 2 223     | 63        | 6         | 45     | 27     |

## L'impegno sociale
Peterson parallelamente all'attività di giocatore professionista, cura anche attività filantropiche. Nel 2008 fonda l'organizzazione no-profit che porta il suo nome, o meglio uno dei suoi soprannomi, la All Day Foundation il cui scopo è quello di sensibilizzare l'opinione pubblica sul problema dei bambini a rischio, e nel contempo raccogliere fondi per dar loro la speranza di un futuro migliore. L'organizzazione collabora quindi con altre organizzazioni a loro volta no-profit, lavorando soprattutto su tre aspetti: lo sport, la fame e la formazione dei giovani. Football For Good è invece il tramite con cui AP si occupa in prima persona della raccolta fondi: per ogni touchdown infatti egli devolve la somma di 5000 $ alla propria fondazione. In ciò tra l'altro è affiancato da altri professionisti della NFL come Michael Huff, Roy Williams, Jermaine Gresham, Dallas Clark e DeSean Jackson. Inoltre anche i tifosi possono fare la propria parte in maniera del tutto gratuita scaricando un'app apposita tramite la quale, dopo aver fatto acquisti su siti collegati all'iniziativa, questi negozi online devolveranno parte della somma spesa per gli acquisti.